# Megaselia setipennis
Megaselia setipennis är en tvåvingeart som beskrevs av Borgmeier 1967. Megaselia setipennis ingår i släktet Megaselia och familjen puckelflugor. Inga underarter finns listade i Catalogue of Life.